# Station Frankfurt (Main) Taunusanlage
Frankfurt (Main) Taunusanlage, is een station in de Duitse stad Frankfurt am Main. Het station is genoemd naar de nabijgelegen Taunusanlage, een van de grootste parken in heel Frankfurt. Het station ligt aan de ondergrondse S-Bahnverbinding City-Tunnel Frankfurt.
Het ondergrondse station is aangelegd onder het centrale gebouw van de Deutsche Bank. Het gebouw heeft ook een eigen toegang tot het station.
Messe · Galluswarte · Hauptbahnhof · Taunusanlage · Hauptwache · Konstablerwache · Ostendstraße · Lokalbahnhof · Südbahnhof · Mühlberg · Westbahnhof · Flughafen Fernbahnhof · Flughafen Regionalbahnhof